# Minyas olivacea
Minyas olivacea is een zeeanemonensoort uit de familie Minyadidae.
Minyas olivacea is voor het eerst wetenschappelijk beschreven door Lesueur in 1817.